# Chongzhen
Chongzhen (崇禎T, ChóngzhēnP; 6 gennaio 1611 – Pechino, 25 aprile 1644), nato col nome di Zhū Yóujiǎn (朱由檢), fu imperatore della Cina, l'ultimo regnante della dinastia Ming.

## Biografia

### Infanzia
Nato Zhu Youjian (朱由檢), Chongzhen era il quinto figlio dell'imperatore Taichang e della concubina di basso rango Liu. Quando aveva quattro anni, la madre fu segretamente uccisa dal padre per ragioni ignote e Zhu Youjian fu allevato da altre concubine, dapprima dalla consorte Kang e, quando questa si prese cura del fratello maggiore Zhu Youxiao, fu preso in consegna dalla consorte Zhuang. Tutti i figli di Taichang morirono prima di diventare adulti eccetto Zhu Youxiao e Zhu Youjian, che crebbe in un ambiente relativamente tranquillo.
Alla morte del padre salì al trono il fratello maggiore Zhu Youxiao con il nome Tianqi. Il nuovo imperatore conferì a Zhu Youjian il titolo di principe di Xin (信王) e quello postumo di consorte Xian (賢妃) alla concubina Liu, defunta madre del fratello. Impaurito dall'eunuco di corte Wei Zhongxian, che controllava il nuovo imperatore, Zhu Youjian si finse malato e non partecipò alla vita e ai rituali della corte fino a quando nel 1627 non fu richiamato dal fratello, che era gravemente malato e gli chiese di fidarsi di Wei Zhongxian in futuro.

### Ascesa al trono
Tianqi morì il 30 settembre 1627 all'età di 22 anni, quando Zhu Youjian ne aveva sedici. L'unico erede maschio di Tianqi, il principe ereditario Zhu Cijiong (朱慈炅T), era morto a soli 7 mesi di età il 30 maggio del 1626 in seguito all'evento catastrofico conosciuto come esplosione dell'Arsenale Imperiale, così, due giorni dopo la morte dell'imperatore, Zhu Youjian salì al trono con il nome regale di Chongzhen grazie all'intercessione dell'imperatrice Zhang Baozhu, la vedova di Tianqi, malgrado le manovre di Wei Zhongxian che voleva continuare a egemonizzare la corte imperiale. Fin dall'inizio fece del suo meglio per frenare il declino della dinastia Ming, messa in difficoltà dalla dilagante corruzione, dalle finanze dissestate e dall'incapacità di trovare personalità valide da assegnare ai ministeri cruciali.
Il suo regno fu caratterizzato da una costante diffidenza nei riguardi dei cortigiani e tentò di regnare in autonomia. Subito dopo l'ascesa al trono fece uccidere Wei Zhongxian e Kè Shì, la ex balia del fratello; i due avevano avuto il controllo su Tianqi e stavano cospirando contro Chongzhen. Cominciò quindi a sospettare dei propri generali e ne fece uccidere diversi, tra i quali nel 1630 il famoso Yuan Chonghuan, malgrado questi avesse respinto solo un anno prima l'attacco a Pechino dei manciù.

### Rivolte contadine e offensive manciù
A causa di una grave carestia, rivolte popolari scoppiarono un po' ovunque in Cina, e le più importanti furono quelle guidate dai contadini dello Shaanxi Zhang Xianzhong e Li Zicheng. Nello stesso periodo le truppe dei Ming stavano difendendo i confini occidentali dagli attacchi dei manchu guidati da Huang Taiji, il cui padre Nurhaci aveva unificato le tribù di quel popolo. Nel 1636, dopo anni di attacchi alle fortezze Qing a nord della Grande Muraglia, Huang Taiji si auto-proclamò imperatore della nuova dinastia Qing.
Le rivolte contadine si propagarono in quegli anni anche nelle province di Huguang e Henan. Nel 1641, Xiangyang fu occupata da Zhang Xianzhong e Luoyang da Li Zicheng, che l'anno successivo si impossessò di Kaifeng. L'anno dopo Zhang Xianzhong prese Wuchang e si proclamò sovrano di Xi. La corte di Pechino tentò invano con ogni mezzo di interrompere il dilagare delle rivolte, ma Li Zicheng non si fermò e nel 1643 entrò a Xi'an ribattezzandola Chang'an, il nome della città quando fu la capitale della dinastia Tang. Il giorno del capodanno cinese del 1644, si auto-proclamò sovrano della dinastia Shun e si preparò ad attaccare Pechino.

### Ultimi mesi di Chongzhen e fine della dinastia Ming

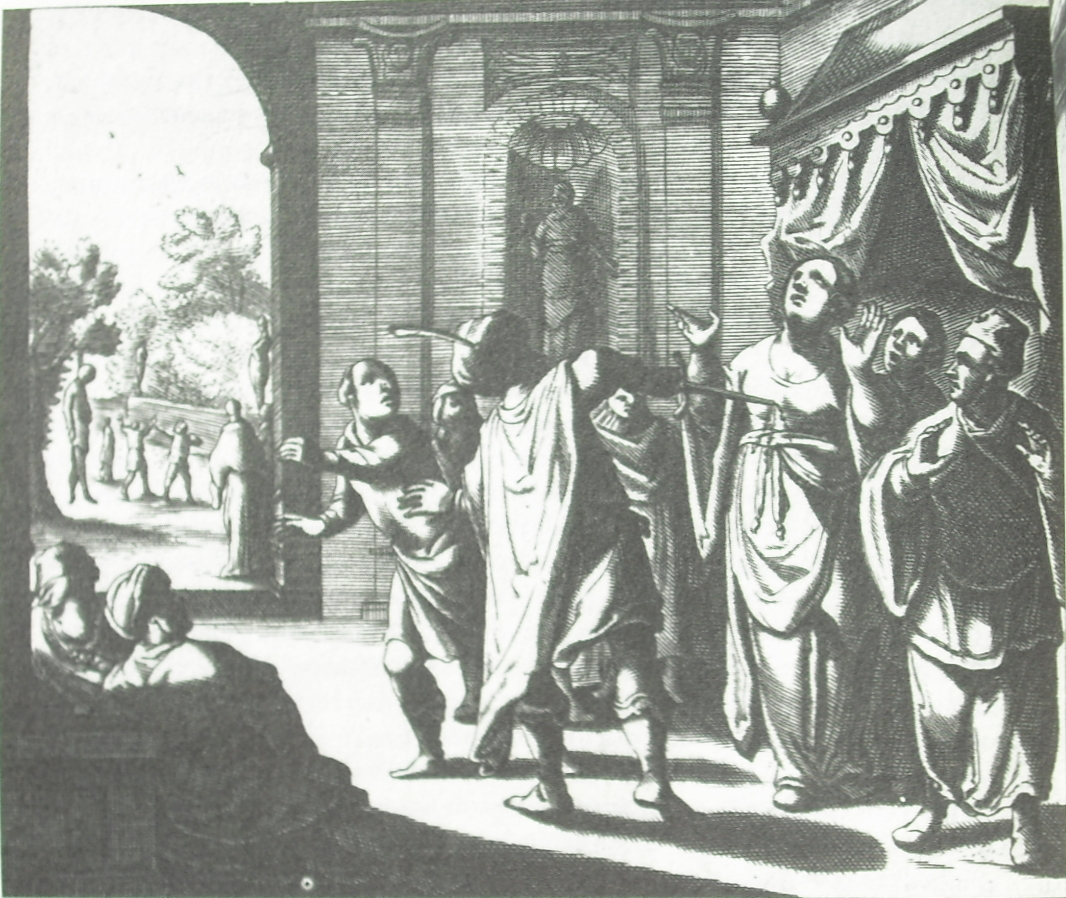
L'Imperatore Chongzhen mentre uccide la figlia prima di suicidarsi. Disegno dell'artista Martino Martini nel De bello tartarico)

Malgrado la situazione fosse ormai critica, l'imperatore Chongzhen rifiutò di reclutare nuove milizie per difendere la capitale e di richiamare il generale Wu Sangui, che stava respingendo sul passo di Shanhai gli attacchi manchu lungo la Grande Muraglia. Il nuovo comandante Yu Yinggui non riuscì a fermare l'avanzata di Li Zicheng, che aveva attraversato il fiume Giallo nel dicembre 1643. La difesa di Pechino era ora affidata a vecchi e deboli soldati, ridotti alla fame dalla cattiva gestione delle scorte da parte degli eunuchi e senza stipendi da quasi un anno. Dopo che Li Zicheng occupò anche Taiyuan, le truppe imperiali iniziarono ad arrendersi senza combattere, ma Chongzhen rifiutò le ripetute proposte di rifugiarsi a sud con la corte imperiale a Nanchino.
Nell'aprile 1644, Li Zicheng era pronto a conquistare Pechino. Per sfuggire ai nemici, il 25 aprile l'imperatore Chongzhen si suicidò impiccandosi con la sua cintura di seta sulla collina di Jingshan dopo aver ucciso la figlia, la principessa Changping. Fu l'ultimo degli imperatori cinesi ad essere sepolto a Siling, nel mausoleo di famiglia.

## Eventi successivi
Quello stesso giorno Li Zicheng entrò trionfante nella capitale. L'esercito di Wu Sangui stava per rientrare a Pechino in soccorso dei Ming, ma quando il generale seppe della capitolazione si fermò a presidiare il passo di Shanhai. La sua famiglia fu trucidata a Pechino e Wu Sangui si accinse ad attaccare Li Zicheng mettendosi al servizio della dinastia Qing. Fece oltrepassare la Grande Muraglia all'esercito Manchu e il 27 maggio 1644 si svolse la battaglia del passo Shanhai, dove le forze di Wu e quelle manchu guidate da Dorgon sconfissero le truppe di Li Zicheng.
Assieme marciarono su Pechino, dove Li si fece proclamare imperatore ma fuggì subito dopo per evitare lo scontro con il grande esercito manchu, che entrò nella capitale senza combattere e il giovane Shunzhi fu proclamato imperatore il 1º ottobre 1644.
Dopo la morte di Chongzhen, i lealisti Ming fondarono la dinastia dei Ming meridionali con capitale Nanchino e Zhu Yousong fu proclamato imperatore. Nel 1645, l'esercito della dinastia Qing iniziò a muoversi contro questo nuovo regno e Nanchino si arrese l'8 giugno 1645. Zhu Yousong venne catturato il 15 giugno di quello stesso anno e portato a Pechino, dove morì l'anno successivo. L'ultimo imperatore dei Ming meridionali, Zhu Youlang, catturato nel 1662 dal generale Wu Sangui a Ava, la capitale della Birmania dove si era rifugiato, fu strangolato al ritorno a Pechino.

## Filmografia
- Atlantide - La grande muraglia, documentario.